# Miou-Miou
Miou-Miou, właśc. Sylvette Héry (ur. 22 lutego 1950 w Paryżu) – francuska aktorka. Laureatka Cezara dla najlepszej aktorki za rolę w filmie Daniela Duvala Pamiętniki francuskiej dziwki (La Dérobade, 1979).

## Życiorys
Urodziła się w Paryżu. Jej ojciec był żandarmem, a matka sprzedawczynią na stoisku z owocami i warzywami na ulicznym targu Les Halles. Dorastała z siostrą Marie–Claude. W wieku szesnastu lat, aby móc pracować i usamodzielnić się, rozpoczęła naukę w dziedzinie tapiserii. Pomagała swojej matce w sprzedaży truskawek, gdy została zauważona przez aktora i reżysera Romaina Bouteille’a, który zaprosił ją do pracy w paryskim teatrze awangardowym Café de la Gare.
W maju 1968 podjęła pracę w Café de la Gare jako sprzątaczka, potem była garderobianą, a następnie aktorką. Jej pseudonim sceniczny „Miou–Miou”, który oznacza po francusku miauczenie (w nawiązaniu do odgłosu kota), został jej nadany przez Coluche’a, jej ówczesnego narzeczonego, gdy miała 18 lat, ponieważ zawsze była miła, cicha i czysta jak kotek. W 1969 wystąpiła w dwóch przedstawieniach Café de la Gare – Śruby w moim jogurcie (Des boulons dans mon yaourt) i Z przodu żółty, z tyłu brązowy (Jaune devant, marron derrière), gdzie głównymi aktorami byli Gérard Depardieu i Patrick Dewaere.
Na początku lat 70. pozowała w kilku fotonowelaach Hara–Kiri, debiutując jednocześnie jako Mała Wiewiórka z całym zespołem Café de la Gare w komedii kryminalnej Bieg (La cavale, 1971) z Geneviève Page. Reżyser Georges Lautner zaangażował ją do roli hipiski Anity w komedii kryminalnej Kilku zbyt spokojnych panów (Quelques messieurs trop tranquilles, 1973) u boku Jeana Lefebvre. W komedii Jacquesa Doillona Rok 01 (L’An 01, 1973) pojawiła się jako kobieta, która budzi się o 6 rano. Sukcesem okazała się czarna komedia Bertranda Bliera Jaja (Les Valseuses, 1974) z Patrickiem Dewaere i Gérardem Depardieu. W komediowym spaghetti westernie Damiano Damianiego Geniusz, dwóch partnerów i dupek (Un génie, deux associés, une cloche, 1975) wystąpiła w roli Lucy u boku Terence’a Hilla i Roberta Charleboisa. W dramacie Marco Bellocchio Marsz triumfalny (Marcia trionfale, 1976) z Michele Placido zagrała postać Rosanny Asciutto, żony psychotycznego oficera kapitana (Franco Nero). Spotkała się ponownie na planie filmowym z Gérardem Depardieu jako Juliette w dreszczowcu psychologicznym Claude’a Millera Powiedz, że ją kocham (Dites-lui que je l’aime, 1977) na podstawie powieści Patricii Highsmith. 
W 1980 otrzymała Cezara dla najlepszej aktorki za rolę 19–letniej prostytutki Marie Mage, która chce uwolnić się od alfonsa w dramacie Daniela Duvala Pamiętniki francuskiej dziwki (Unik/La Dérobade, 1979) z Marią Schneider. W kontrowersyjnym komediodramacie Bertranda Bliera Strój wieczorowy (Tenue de soirée, 1986) została obsadzona w roli złośliwej włamywaczki Monique, wspólniczki przestępców, Gérarda Depardieu i Michela Blanca. Za rolę Laudy w dramacie muzycznym W obrotowych drzwiach (Les portes tournantes, 1988) była nominowana do Nagrody Genie dla najlepszej aktorki drugoplanowej. Rola Camille, córki Milou (Michel Piccoli) w czarnej komedii Louisa Malle’a Milou w maju (Milou en mai, 1990) przyniosła jej nominację do David di Donatello dla najlepszej aktorki zagranicznej.
Z nieformalnego związku z aktorem Patrickiem Dewaere ma córkę Angèle Herry-Leclerc (ur. 13 sierpnia 1974). Ze związku z piosenkarzem Julienem Clerc ma córką Jeanne (ur. 19 kwietnia 1978).

## Wybrana filmografia
- 1973: Spalone stodoły (Les Granges brûlées) jako Monique Cateux, żona Paula
- 1973: Przygody rabina Jakuba (Les Aventures de Rabbi Jacob) jako Antoinette Pivert, córka Dzięcioła
- 1974: Jaja (Les Valseuses) jako Marie–Ange
- 1990: Milou w maju (Milou en mai) jako Camille
- 1993: Tango jako Marie
- 1993: Germinal jako Maheude, żona Toussainta Maheu
- 1994: Indianin w Paryżu (Un indien dans la ville) jako Patricia Marchadot, była żona Stéphane’a mieszkająca w Amazonii
- 1996: Ósmy dzień (Le Huitieme Jour) jako Julie
- 2005: Jeden odchodzi, drugi zostaje (L’un reste, l’autre part) jako Anne-Marie
- 2006: Jak we śnie (La science des rêves) jako Christine Miroux
- 2008: Mia i Migunki (Mia et le Migou) jako Juliette (głos)
- 2009: Koncert (Le Concert) jako Guylène de La Rivière
- 2012: Wspaniała (Populaire) jako Madeleine Échard
- 2018: Wakacyjna terapia (Larguées) jako Françoise, matka Rose i Alice

## Nagrody i nominacje
| Rok  | Nagroda | Kategoria                              | Film                                                                    | Rezultat  |
| ---- | ------- | -------------------------------------- | ----------------------------------------------------------------------- | --------- |
| 1977 | Cezar   | Najlepsza aktorka                      | F jak Fairbanks (F... comme Fairbanks, 1976)                            | Nominacja |
| 1978 | Cezar   | Najlepsza aktorka                      | Powiedz, że ją kocham (Dites-lui que je l’aime, 1977)                   | Nominacja |
| 1980 | Cezar   | Najlepsza aktorka                      | Pamiętniki francuskiej dziwki (La dérobade, 1979)                       | Wygrana   |
| 1983 | Cezar   | Najlepsza aktorka                      | Josepha (Josépha, 1982)                                                 | Nominacja |
| 1984 | Cezar   | Najlepsza aktorka                      | Od pierwszego wejrzenia (Coup de foudre, 1983)                          | Nominacja |
| 1987 | Cezar   | Najlepsza aktorka                      | Strój wieczorowy (Tenue de soirée, 1986)                                | Nominacja |
| 1989 | Cezar   | Najlepsza aktorka                      | Lektorka (La Lectrice, 1988)                                            | Nominacja |
| 1991 | Cezar   | Najlepsza aktorka                      | Milou w maju (Milou en mai, 1990)                                       | Nominacja |
| 1994 | Cezar   | Najlepsza aktorka                      | Germinal (1993)                                                         | Nominacja |
| 1998 | Cezar   | Najlepsza aktorka                      | Czyszczenie na sucho (Nettoyage à sec, 1997)                            | Nominacja |
| 2024 | Cezar   | Najlepsza aktorka w roli drugoplanowej | Zawsze będę widzieć wasze twarze (Je verrai toujours vos visages, 2023) | Nominacja |